# Mamatoro
Mamatoro est un village du Sénégal situé en Basse-Casamance. Il fait partie de la communauté rurale d'Enampore, dans l'arrondissement de Nyassia, le département de Ziguinchor et la région de Ziguinchor.